# Worthington (Pennsylvanie)
Pour les articles homonymes, voir Worthington.
Worthington est un borough situé dans le comté d'Armstrong, en Pennsylvanie, aux États-Unis,. En 2010, il comptait une population de 639 habitants. Il est incorporé en 1855.

## Démographie
Lors du recensement de 2010, le borough comptait une population de 639 habitants. Elle est estimée, le 1er juillet 2019, à 524 habitants.